# Jacques Le Gris
Jacques le Gris (c. década de 1330 - 29 de diciembre de 1386) fue un escudero y caballero francés que adquirió fama e infamia, y finalmente fue ajusticiado en el último duelo judicial permitido por el Parlamento de París tras ser acusado de violación por Marguerite de Carrouges, la esposa de su vecino y rival, Jean de Carrouges. Carrouges inició un proceso judicial contra Le Gris ante el rey Carlos VI que, tras escuchar las pruebas, autorizó un juicio por combate para determinar la cuestión. El duelo atrajo a miles de espectadores y ha sido comentado por muchos escritores franceses notables, desde el contemporáneo Jean Froissart hasta Voltaire.
Descrito como un hombre corpulento y físicamente imponente, y del que se rumoreaba que era un mujeriego, Le Gris era un vasallo (criado feudal) del conde Pierre d'Alençon y un favorito en su corte, que gobernaba una gran franja del territorio de su señor feudal, además de sus propias posesiones ancestrales. La insistencia de Le Gris en defender su caso mediante un juicio caballeresco por combate, en lugar de optar por el más seguro juicio eclesiástico (al que, como clérigo de órdenes menores, tenía derecho), atrajo un amplio apoyo a su causa entre la nobleza francesa. La controversia continúa hasta el día de hoy en cuanto a la verdadera culpabilidad del caso.
Jacques le Gris nació en la década de 1330, hijo de Guillaume le Gris, un escudero normando menor. Al igual que su padre, Le Gris fue primero hombre de armas y luego escudero al servicio del conde de Perche, función en la que destacó. También participó en varias campañas militares menores en Normandía, en el entorno de Roberto de Alençon.
En algún momento de su vida, Le Gris también se casó y tuvo varios hijos que, a su vez, tuvieron su propia descendencia.
En 1370, sus largos servicios fueron recompensados cuando se le dio el mando de uno de los castillos de su señor feudal en la localidad de Exmes. Durante su carrera, entabló una gran amistad con Jean de Carrouges, otro escudero al servicio del conde. Carrouges y Le Gris estaban tan unidos que, en 1377, el mismo año en que murió el conde Robert, Carrouges nombró a Le Gris padrino de su hijo mayor, un cargo de gran responsabilidad y confianza.
Con la llegada del hermano del conde Robert, Pierre d'Alençon, como nuevo conde, la amistad entre los dos escuderos se volvió tensa. Le Gris era un hombre capaz, amable e inteligente y pronto se convirtió en uno de los favoritos del nuevo conde. Cuando el conde Pierre trasladó su corte a Argentan, Le Gris le prestó 3.000 libras y, como recompensa, fue confirmado como señor de Exmes y se le concedió una valiosa finca en Arnou-le-Faucon. A medida que Le Gris ascendía en la estima de su señor, el más pobre Carrouges era ignorado con frecuencia, lo que provocó el deterioro de su amistad, que se agravó con la muerte de la esposa y el hijo de Carrouges en 1380, lo que rompió los lazos familiares de ambos.
Poco después de la muerte de su familia, Carrouges partió en campaña a la Alta Normandía, mientras que Le Gris -gracias a su alfabetización y a sus habilidades militares- fue ganando importancia en la corte del conde Pierre, viajando con el conde cuando éste se desplazaba a París por motivos de negocios. Durante estos viajes, el conde Pierre introdujo a Le Gris en la corte real y fue decisivo para que obtuviera el prestigioso título de mayordomo real, un puesto dentro de la casa del rey, Carlos VI.

## Dificultades jurídicas
En 1381, Le Gris y Carrouges se enzarzaron en una discusión pública por el dominio de Arnou-le-Faucon. Carrouges había regresado de las guerras con una nueva novia, Margarita de Thibouville, hija de un controvertido escudero normando que, hasta hacía poco, había sido propietario de Arnou. Aunque las tierras habían sido compradas legalmente por el conde Pierre en 1377 por 8.000 libras, Carrouges quería recuperarlas como parte de su dote y llevó al conde Pierre a la corte para que se las devolviera. Pierre se vio obligado a visitar a su primo, el rey, para obtener la aprobación real de su compra y, en consecuencia, se enfureció con Carrouges. El resultado final fue que Carrouges fue aislado de la corte y sometido a tres años de luchas legales por la tierra con el conde Pierre, que le negó la compra o la herencia de varias fincas. Le Gris estuvo muy implicado en estas disputas legales, tanto en calidad de Señor de Arnou-le-Faucon como de consejero del conde. Así, se convirtió en el objetivo de Carrouges, que acusó a Le Gris de orquestar los pleitos contra él.
El acercamiento entre los dos hombres se produjo en el invierno de 1384, cuando Carrouges y Le Gris fueron invitados a la finca de un amigo común, Jean Crespin, para celebrar el nacimiento de su hijo. Por primera vez, Carrouges llevó a su esposa Marguerite a la sociedad y fue en esta fiesta donde ella conoció a Le Gris. A pesar de la tensión existente entre ellos, Carrouges y Le Gris se dieron la mano y bebieron juntos, dejando atrás su disputa ante sus pares y vecinos. Unos meses más tarde, Jean de Carrouges partió en campaña hacia Escocia, y Le Gris aprovechó la oportunidad para aumentar su influencia con el conde, obteniendo importantes ganancias financieras y territoriales en ausencia de su rival. Carrouges regresó un año más tarde, ahora como caballero pero en bancarrota, enfermo y sufriendo las secuelas de una larga e infructuosa campaña. Cuando Carrouges apareció en Argentan en enero de 1386, se vio envuelto en un enfrentamiento con su antiguo amigo. Aunque no se sabe lo que se dijo, los dos hombres se separaron en malos términos y Carrouges partió hacia París en un estado de agitación.

## Enjuiciado por violación
Unas semanas después de su encuentro, Le Gris se enteró de que Carrouges y su esposa le acusaban de que, el 18 de enero de 1386, mientras Carrouges estaba en París, Le Gris había entrado en el castillo de Nicole, la madre de Carrouges, y había violado a Marguerite. Según el testimonio de Marguerite de Carrouges, un escudero al servicio de Le Gris, llamado Adam Louvel, había llamado a la puerta del castillo y exigido la entrada. Todos los criados estaban atendiendo a Dama Nicole de Carrouges, que estaba de visita en una ciudad vecina por asuntos legales, por lo que Marguerite estaba sola cuando Louvel llamó. Una vez dentro, Louvel le comunicó a Marguerite que Le Gris estaba fuera y deseaba verla porque estaba apasionadamente enamorado de ella. Aunque Marguerite protestó, Le Gris irrumpió en la casa y le hizo una proposición, ofreciéndole dinero a cambio. Cuando Marguerite se negó, Le Gris la violó por la fuerza en la cama de su habitación con la ayuda de Louvel. Al marcharse, Le Gris la amenazó con violencia si contaba el encuentro.
La facción de los Carrouges presentó cargos contra Le Gris ante el tribunal del conde Pierre, pero Carrouges y su esposa se negaron a asistir a la audiencia, tan convencidos de recibir un trato injusto por parte del conde. El conde Pierre apoyó a su favorito en el juicio, exculpando a Le Gris y acusando a Marguerite de inventar o "soñar" los cargos. Sin inmutarse, Carrouges acudió entonces a la corte del rey Carlos VI en el castillo de Vincennes y apeló al rey para que le permitiera desafiar a Le Gris a un duelo judicial para que Dios decidiera el caso. El rey remitió el caso al Parlamento de París, donde se esperaba que ambos demandantes comparecieran el 9 de julio.
Informado de la decisión del Rey, Le Gris se puso en contacto con Jean Le Coq, ampliamente considerado el mejor abogado de la época en Francia. Le Coq tomó notas meticulosas de todo el proceso del juicio y es a través de su registro que se conocen muchos de los hechos del caso. Le Coq también comenta en sus actas sus propias sospechas sobre su cliente, cuyas afirmaciones de inocencia consideraba falsas. Su familia y su abogado instaron a Le Gris a insistir en ser juzgado en un tribunal eclesiástico, lo cual era su derecho como clérigo de órdenes menores. Esto le habría dado una audiencia más favorable en un tribunal que no toleraba el juicio por combate y, por lo tanto, también sería mucho más seguro. Le Gris rechazó este consejo y se enfadó cuando se le cuestionó la decisión, insistiendo en su derecho a ser juzgado ante el Parlement.
El 9 de julio de 1386, en el Palacio de Justicia de París, los dos pretendientes se enfrentan por primera vez desde su enfrentamiento en Argentan varios meses antes. Cada uno de ellos se presentó ante el Parlamento y expuso su caso ante el Rey y la corte, Carrouges arrojó su guante en señal de desafío y Le Gris lo recogió, significando su aceptación del duelo. Le Gris también adornó su caso insistiendo en que si se demostraba que era inocente de la ofensa, demandaría a Carrouges o a su patrimonio por 40.000 libras. Tras las declaraciones, varios nobles de alto rango se presentaron para actuar como segundos en el duelo de ambos hombres, incluyendo a Waleran de Saint-Pol por Carrouges y a Felipe de Artois, conde de Eu por Le Gris. Tras escuchar las impugnaciones y acusaciones, el Parlamento y el Rey debatieron el caso y decidieron que se celebraría una vista completa de las pruebas de los testigos para determinar la culpabilidad. Si el caso no podía decidirse por los medios normales, se celebraría un duelo judicial para dirimir la disputa, eligiendo Dios al vencedor.
Durante el juicio penal, todas las figuras importantes del caso fueron llamadas a declarar. Le Gris y Carrouges iniciaron el proceso y fueron seguidos por una Marguerite muy embarazada y al menos una de sus sirvientas, así como por Adam Louvel. Como personas de baja cuna, Louvel y los sirvientes fueron sometidos a tortura para comprobar la veracidad de su testimonio, pero ninguno declaró contra Le Gris y el caso continuó durante el verano y hasta septiembre sin conclusión. El caso de Le Gris implicaba varias estrategias; intentó desacreditar a su oponente hablando del infame temperamento de Carrouges y describiendo el caso contra él como una invención de los celos de un hombre que había amenazado con golpear a su esposa si no corroboraba sus acusaciones. Le Gris proporcionó entonces coartadas para toda la semana en cuestión, estableciendo su paradero en un testimonio respaldado por varios otros escuderos de la corte del Conde Pierre. Por último, intentó demostrar ante el tribunal que era físicamente imposible que hubiera cabalgado en invierno desde Argentan hasta Capomesnil, donde supuestamente tuvo lugar el crimen, en un solo día, un viaje de ida y vuelta de aproximadamente 50 millas (80 km).
Sin embargo, a medida que avanzaba el juicio, el testimonio de Le Gris sufrió varios golpes. Las incesantes acusaciones que le dirigió Marguerite, a pesar de la vergüenza le suponían, fueron, a ojos del tribunal, una poderosa razón para suponer que no podían haber sido inventadas. Uno de los hombres que proporcionó la coartada de Le Gris, Jean Beloteau, fue detenido en París durante el juicio y acusado de violación. Esta acusación debilitó seriamente el testimonio de Beloteau y la defensa de Le Gris. Por último, el propio Carrouges contraatacó ante el tribunal afirmando que un hombre sano y fuerte, con una larga experiencia en la equitación y un establo lleno de caballos como Le Gris, podría haber hecho sin duda el viaje de 80 kilómetros sin dificultad, incluso teniendo en cuenta la nieve.

## Legado
En los siglos transcurridos desde la muerte de Le Gris, el caso se ha convertido en una importante leyenda cultural en Francia. El duelo fue el último juicio por combate permitido por el Parlamento de París o por los Reyes de Francia y la culpabilidad o inocencia de sus participantes ha sido fuente de grandes debates entre historiadores y juristas. El cronista contemporáneo Jean Froissart no alberga ninguna duda sobre la culpabilidad de Le Gris, al que considera un villano. Los escritores posteriores tienen una opinión diferente, como las Grandes Crónicas de Francia y las obras de Jehan de Waurin, que repiten con distintos detalles una historia no verificable de un culpable sin nombre que admite su culpabilidad tras ser condenado a muerte por un crimen no identificado. Otros escritores famosos que estudiaron el caso son Diderot en su Encyclopédie y Voltaire en su Histoire du Parlement de Paris. Una versión imaginativa de la leyenda se repitió en la Encyclopædia Britannica hasta la década de 1970.
Los estudios jurídicos realizados en la década de 2000 por juristas franceses consideraron, en general, que era probable que Le Gris fuera el verdadero culpable, basándose en las pruebas de Marguerite, aunque, por supuesto, ninguno pudo demostrarlo de forma concluyente. Una importante excepción a esta tendencia fue un libro escrito en 1890 por un descendiente de Le Gris llamado F. White Le Grix, que se esfuerza por defender a su antepasado. Más recientemente, la historia fue estudiada en la obra de Eric Jager The Last Duel: A True Story of Trial by Combat in Medieval France, que también considera a Le Gris el probable violador.
El libro de Jager fue adaptado en un largometraje del mismo nombre, dirigido por Ridley Scott y estrenado en 2021. En la cinta, Le Gris es interpretado por Adam Driver y Carrouges por Matt Damon.